# Praxedis Balboa Gojón
Praxedis Balboa Gojón (Ciudad Victoria, Tamaulipas, 1900-10 de octubre de 1980) fue un abogado y político mexicano, miembro del Partido Revolucionario Institucional (PRI). Fue en tres ocasiones diputado federal, y Gobernador de Tamaulipas de 1963 a 1969.

## Biografía
Hijo del doctor Praxedis R. Balboa y de la señora Eladia Gojón de Balboa, hermano de Enriqueta, Carolina y Eladia. Su abuelo materno Juan B. Gójon también fue gobernador del Estado de Tamaulipas. Estudió unos meses en el Instituto Literario del Estado de Tamaulipas, cerrado por la toma de la ciudad por los revolucionarios. 
Estudio la primaria es la escuela Anexa a la Normal en Ciudad Victoria, y la secundaria y preparatoria en el Colegio Civil de Monterrey, Nuevo León. Fue licenciado en Derecho por la Escuela Nacional de Jurisprudencia de la Universidad Nacional Autónoma de México (UNAM) de donde egresó en el año de 1925. Como líder estudiantil fue partidario de Plutarco Elías Calles en 1923 y partició en la redacción de la Ley Federal del Trabajo y la Reforma agraria.
En 1924 ingresó a laborar en el departamento de Trabajo de la Secretaría de Industria, Comercio y Trabajo, de 1925 a 1928 encabezó la junta de Conciliación y Arbritraje de Tamaulipas, y de 1929 a 1930 fue jefe del departamento de Trabajo de la secretaría de Industria, Comercio y Trabajo. En 1929 participó en la convención constitutiva del Partido Nacional Revolucionario (PNR) y fue conciliador federal en la comisión mixta de los Ferrocarriles Nacionales de México.
En 1928 fue candidato a diputado federal por el Distrito 1 de Tamaulipas, resultando elegido para la XXXIII Legislatura de dicho año al de 1930; en ese año fue nuevamente elegido diputado federal, pero por el Distrito 3 de Tamaulipas a la XXXIV Legislatura que concluyó en 1932. Fue presidente del PNR en Tamaulipas y dirigió la campaña de la gubernatura de Rafael González Villarreal en 1932.
En 1934 fue por tercer ocasión elegido diputado federal, por el mismo Distrito 3 de Tamauliás, pero en esta ocasión a la XXXVI Legislatura que tuvo duración por primera ocasión de tres años, concluyendo en 1937. En 1938 ingresó a laborar en Petróleos Mexicanos (PEMEX), donde permaneció en el Departamento Legal desde ese año hasta 1952. En 1952 fue nombrado subdirector general administrativo de dicha institución por el presidente Adolfo Ruiz Cortines y siendo director general Antonio J. Bermúdez; ratificado en el mismo cargo en 1958 por el presidente Adolfo López Mateos y siendo director general Pascual Gutiérrez Roldán.
Renunció a la subdirección general de PEMEX en 1962 para ser postulado candidato del PRI a gobernador de Tamaulipas en las elecciones de ese mismo año. Resultó elegido y desempeñó el cargo del 5 de febrero de 1963 al 4 de febrero de 1969.
Durante su gubernatura se logró la Autonomía de la Universidad de Tamaulipas, se mejoraron muchas vialidades como el boulevard que atraviesa Ciudad Victoria que actualmente lleva su nombre y en Tampico se construyó el Estadio Tamaulipas. Falleció en 1980 en la Ciudad de México